# Saturnino Gatti
Pour les articles homonymes, voir Gatti.

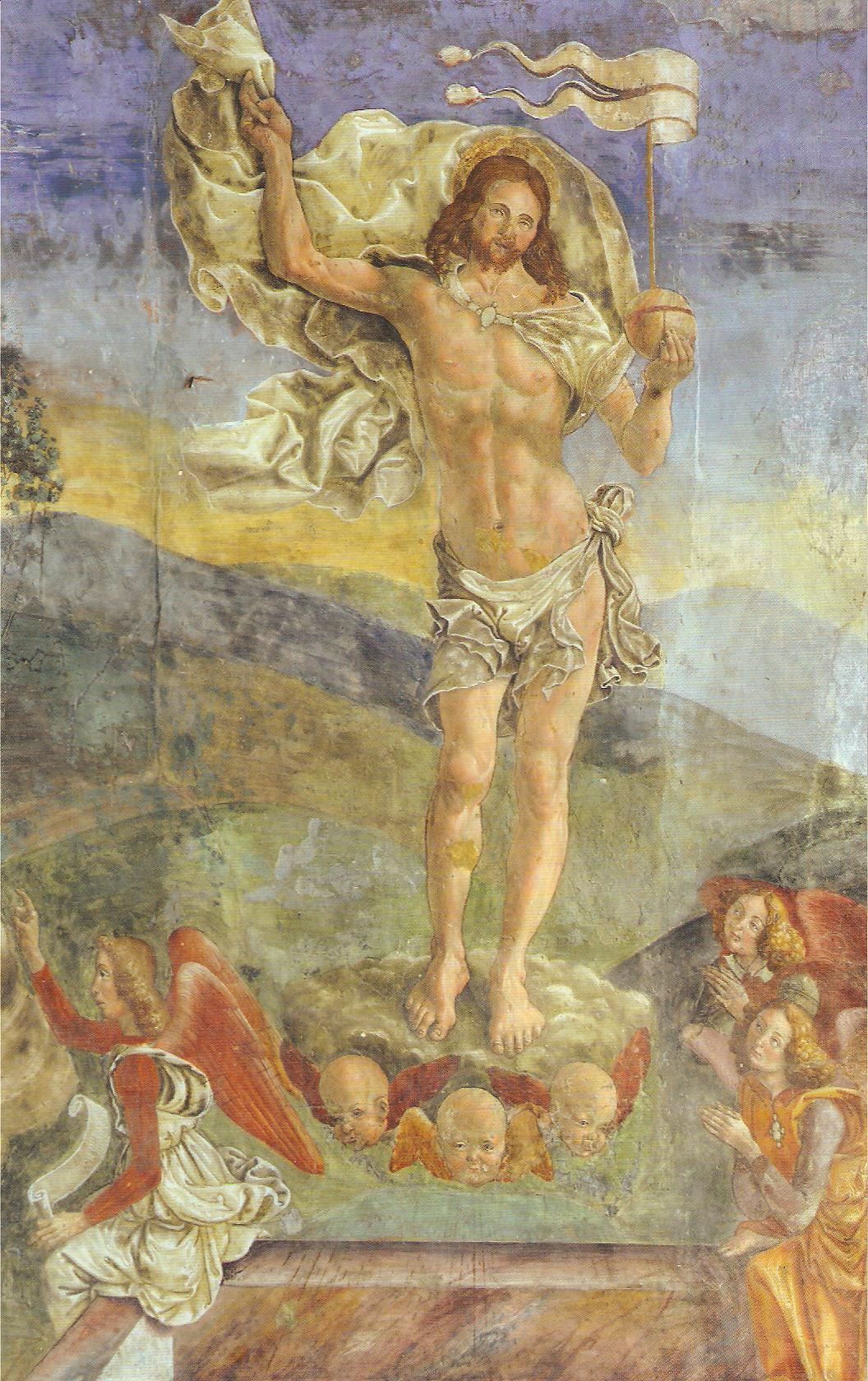
Resurrection, issu des Scènes de Vie du Christ, fresque, San Panfilo, Tornimparte

Saturnino Gatti (Pizzoli, v. 1463 – L'Aquila, v. 1518) est un sculpteur et peintre italien actif à la fin du XVe et au début du XVIe siècle dans les Abruzzes et principalement à L'Aquila. 

## Biographie
Saturnino Gatti s'est probablement formé dans l'atelier d'un artiste local Silvestro dell'Aquila et a poursuivi celle-ci dans celui du Verrocchio et du Pérugin.
Ses premiers travaux de sa maturité et d'inspiration d'école florentine est le cycle de fresques de San Panfilo di Villagrande à Tornimparte. Sur la fin du XVe siècle son style se rapproche de ceux de Piermatteo d'Amelia et Antoniazzo Romano. 
La pièce maîtresse de cette période est constituée par le retable Pala del Rosario, daté de 1511, conservée actuellement au Museo Nazionale d'Abruzzo.
L'œuvre de Saturnino Gatti a été reconstituée à partir de la  Madone au rosaire, peinte entre 1509 - 1511 pour l'église San Domenico à L'Aquila. 
Un grand nombre d'attributions ne sont pas certaines comme les fresques de Goriano Valli (Tione degli Abruzzi), certaines Madones en terre cuite à Città Sant'Angelo et Spoltore ainsi qu'une Vierge à l'Enfant de propriété de la Cassa di Risparmio de la Province de l'Aquila. 
Son atelier a été florissant pendant tout le XVIe siècle.
Le peintre Bernardino di Cola del Merlo fait partie de l'un de ses meilleurs élèves. 
On lui doit en tant que sculpteur un Sant'Antonio Abate conservé au Museo Nazionale de l'Aquila.
Saturnino Gatti est mort probablement en 1518.

## Œuvres

### Miniature
- Miniature de la Bible du duc d'Urbino, (1467 - 1471), en collaboration avec des élèves de l'atelier d'Andrea Verrocchio, Bibliothèque Laurentienne, Florence

### Peinture
- Madonna di Loreto,(v. 1480), tempera sur bois, provenant du tempietto de Santa Maria à Norcia (?), Metropolitan Museum of Art, New York,
- Madonna con Bambino,(1488), tempera sur bois, provenant de la collection  Dragonetti- De Torres, actuellement propriété de la Banca Carispaq, L'Aquila.
- Storie di Santa Caterina (fragments), (1492), cycle de fresques, (en collaboration avec Giovanni Antonio di Percossa), église Santa Caterina, Terranova da Sibari,

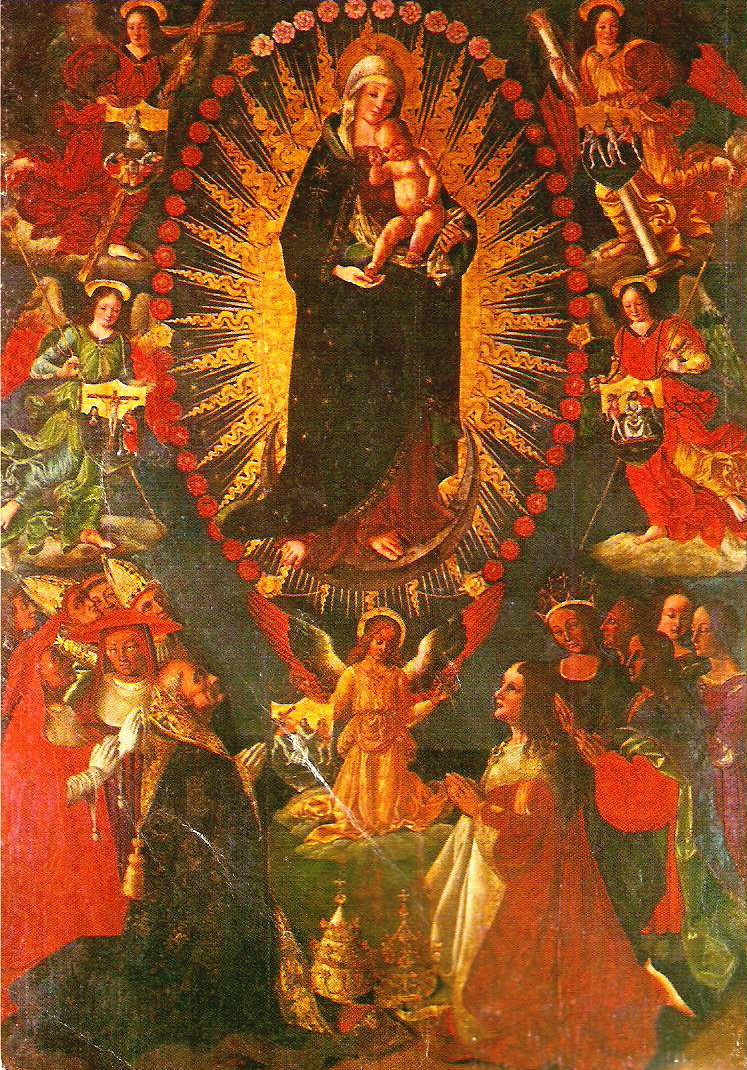
Pala del Rosario (1511), Museo nazionale d'Abruzzo, L'Aquila.

- Storie della Passione di Cristo et Il Paradiso, (1491 - 1494)  cycle de fresques  (retouchées au XVIIe siècle), église San Panfilo, Tornimparte,
- Madonna con Bambino e due angeli, (1496 - 1497);  tempera sur bois, provenant du palais de Marguerite d'Autriche, Cappella degli angeli, (Mairie)), L'Aquila,
- Adorazione dei pastori, (1490 - 1510), église San Pietro, Coppito, frazione de L'Aquila, (œuvre découverte après le séisme de 2009 à L'Aquila.
- Madonna con Bambino, (v. 1500), fresque, église Santa Margherita (Il Gesù), L'Aquila,
- Beato Vincenzo Giuliani, (1509), tempera sur toile, église du couvent San Giuliano, L'Aquila,
- Trittico del Salvatore, (1510) - (1515),  tempera sur bois, église paroissiale, Rignano Flaminio,
- Madonna del Rosario e donatori (Pala del Rosario), (1511),  tempera sur bois, provenant de l'église San Domenico, Museo nazionale d'Abruzzo,
- Madonna con Bambino e i santi Nicola, Francesco (?) e Antonio abate (?), (1515), fresque, église Santa Maria Assunta (San Franco), Assergi, frazione de L'Aquila,

### Sculpture
- Madonna adorante (à l'origine Vierge à l'Enfant), (1499 - 1500), terre cuite, à l'origine peinte provenant de l'église paroissiale San Panfilo à Spoltore, actuellement conservée au Museo Nazionale d'Abruzzo,
- Sant'Antonio abate, (1500 - 1501),  terre cuite polychrome, provenant de l'église Santa Maria del Ponte, Tione degli Abruzzi, détruite lors du séisme de 2009 au Museo Nazionale d'Abruzzo,
- Madonna con Bambino (Madonna di Collemaggio), (1510 - 1515) terre cuite polychrome, Basilique Sainte-Marie de Collemaggio, L'Aquila,
- Sant'Antonio abate, (1513) terre cuite, église Sant'Antonio abate, Cornillo Nuovo, frazione d'Amatrice,
- San Sebastiano, (1517), bois polychrome, château Piccolomini, Celano.